# Kim In-kyu
Kim In-kyu (* 8. August 1993) ist ein südkoreanischer Boxer im Fliegengewicht. Er ist 1,72 m groß und Rechtsausleger.

## Erfolge
Kim In-kyu wurde 2011 südkoreanischer Jugendmeister und 2012 südkoreanischer Vizemeister nach Finalniederlage gegen Shin Jong-hun. 2013 startete er bei der Sommer-Universiade in Kasan und besiegte Belik Galanow sowie Schomart Jerschan, ehe er im Finale gegen Hasanboy Doʻsmatov unterlag und die Silbermedaille gewann. Bei den Weltmeisterschaften 2013 in Almaty besiegte er Peter Mungai und Salman Əlizadə, ehe er gegen David Jiménez auf Platz 7 ausschied.
2015 gewann er das Turnier „Golden Belt“ in Craiova, erreichte jeweils Platz 6 beim Chemiepokal in Halle und dem Tammer-Turnier in Tampere und nahm an den Asienmeisterschaften 2015 in Bangkok teil, wo er im ersten Kampf mit 1:2 gegen Hu Jianguan verlor. 
Beim Turnier „Strandja Memorial“ 2016 in Sofia erreichte er nach Halbfinalniederlage gegen Daniel Assenow den dritten Platz und nahm im selben Jahr an den olympischen Qualifikationsturnieren in Qian’an und Baku teil. Mit drei Siegen und zwei Niederlagen konnte er sich jedoch nicht für die Olympischen Spiele 2016 empfehlen. In einem seiner Kämpfe hatte er Hamza Touba besiegt, eine seiner Niederlagen hatte er erneut gegen David Jiménez erlitten.
Durch Finalniederlage gegen Jasurbek Latipov gewann er die Silbermedaille bei den Asienmeisterschaften 2017 in Taschkent und qualifizierte sich damit für die Weltmeisterschaften 2017 in Hamburg. Dort besiegte er Azamat Isakulov, Brendan Irvine und Kavinder Singh Bisht, ehe er gegen Jasurbek Latipov im Halbfinale unterlag und mit einer Bronzemedaille ausschied.
Bei den Asienmeisterschaften 2019 in Bangkok gewann er erneut die Silbermedaille.